# Dominique Lang
Dominique Lang, né le 15 avril 1874 à Dudelange et mort le 22 juin 1919 à Schifflange, est un peintre luxembourgeois et le plus grand représentant de l'impressionnisme du pays. Il a peint des portraits et des paysages bien qu'il ait été aussi employé comme professeur de lycée.

## Biographie

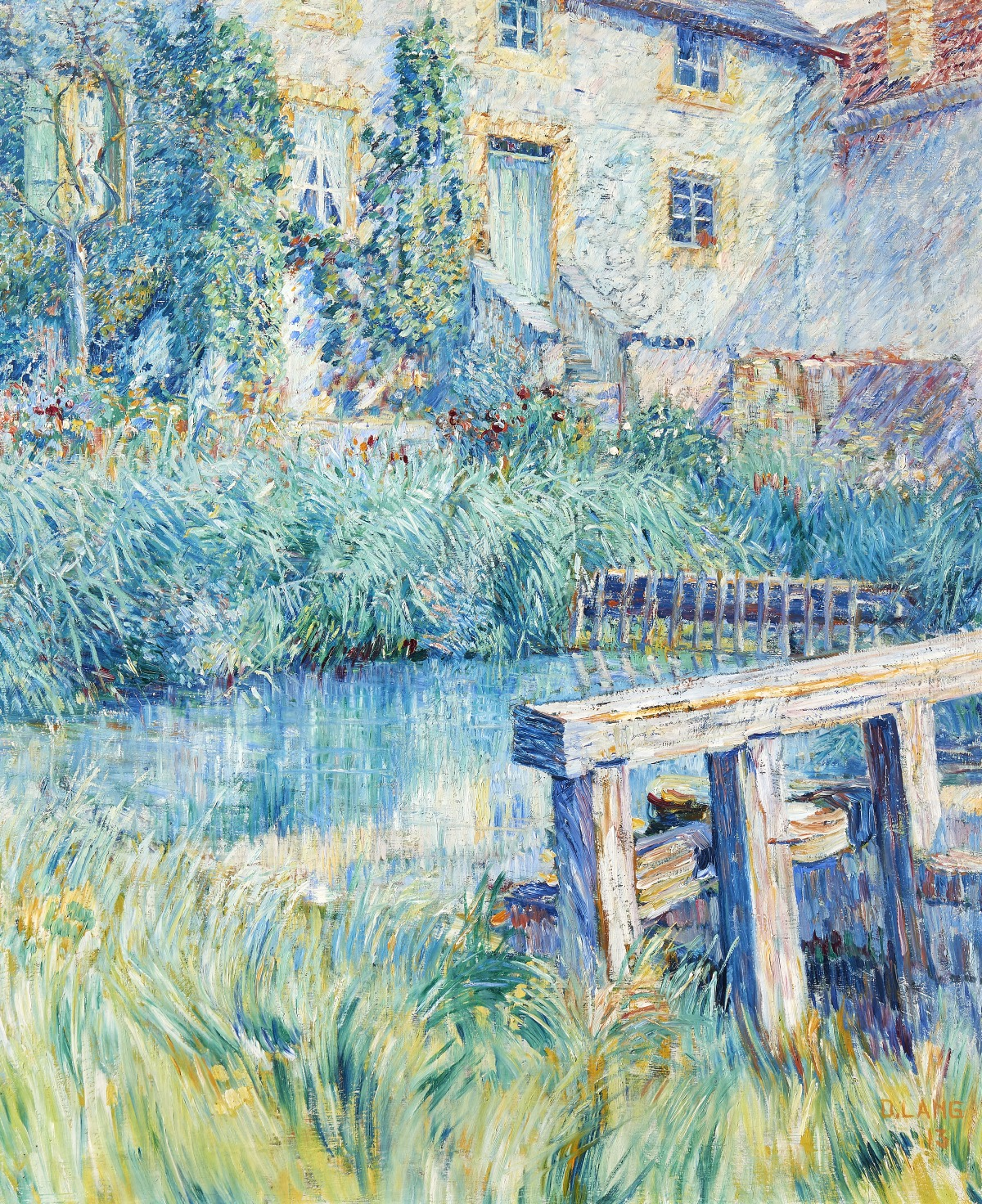
Le Barrage, 1913

Dominique Lang est né à Dudelange le 15 avril 1874, dans une famille de paysans aisés. Ses ancêtres faisaient partie de la population de souche de la localité, travaillant les terres des alentours depuis des siècles.
Après avoir terminé ses études en 1901, il s'est lancé dans une phase préraphaélite en peignant le «Baptême du Christ», une fresque dans l'église de Junglinster suivie de peintures pour les gares de la croix dans la nouvelle église de Dudelange. Voyageant avec une bourse d'État, il a ensuite passé quatre mois à étudier l'art à Florence et à Rome. De retour dans sa ville natale, il a été confronté non seulement à des problèmes financiers mais à des critiques négatives pour ses tableaux, particulièrement de la part du Cercle artistique de Luxembourg. Il a commencé à souffrir de maux de tête, le menant à la dépression. Son art a été influencé par sa lecture de  Ruskin,  Schopenhauer et  Spengler, le menant dans une période de Symbolisme. Son travail ressemble dès lors à celui des Anglais Pre-Raphaelites qui réagissent contre la mécanisation en évoquant les légendes du Moyen Âge. Ses tableaux La jeune fille et la mort et La mort entrante dans la maison sont de cette période. Ensuite quitte le domicile familial et installe un studio dans un quartier plus pauvre de Dudelange,.
Après quelques mois à Paris en 1905, Lang est admis à l' Académie de Munich en mars 1906 où il étudie l'art contemporain et l'impressionnisme, ce qui a un effet drastique sur sa peinture  De retour à Dudelange, il ouvre un studio photographique qui lui procure enfin un revenu raisonnable. En 1911, il épouse Anne-Marie Ney, qui apparaîtra dans plusieurs de ses peintures, et la même année, il commença à travailler comme professeur d'art. Il enseigne d'abord au Lycée des Filles de Luxembourg puis à l'École industrielle et commerciale de Esch-sur-Alzette. Incapable de vivre de ses peintures, pour lesquelles il a reçu peu de reconnaissance de son vivant, Lang a dû rester enseignant pour le reste de sa vie professionnelle.
Ses peintures deviennent de plus en plus impressionnistes avec le temps, d'une lumière toujours plus vive et représentant souvent une jeune femme vêtue de blanc. À l'aide de coups de pinceau courts, Lang utilise abondamment les bleus et les verts. Puis, en 1912 ou 1913, il commence à adopter la coloration pure privilégiée par Claude Monet, Pierre-Auguste Renoir et Camille Pissarro. Il s'aventure vers cette époque le long des rives de l'Alzette en peignant des scènes de vergers, de cueillette de fleurs et de récolte de fruits ou des maisons de paysans de la région où il vivait. Sa peinture de Dudelange en 1917 est une illustration de son aversion caractéristique pour l'industrialisation. Il n'y a aucune vue d'usines ou de logements ouvriers dans la campagne idyllique entourant la ville,.
La dernière période de la vie de Lang devient une nouvelle période de pessimisme et de détresse croissants, car il souffre de migraines sévères et d'une cécité presque totale. Il décède à l'âge de 45 ans à Schifflange le 22 juin 1919, et est enterré dans sa ville natale de Dudelange.

## Prix et récompenses
Dominique Lang fut membre du Cercle Artistique de Luxembourg, où il exposa plusieurs de ses œuvres. En 1904 et 1919, il reçut le Prix Grand-Duc Adolphe.

## Galerie

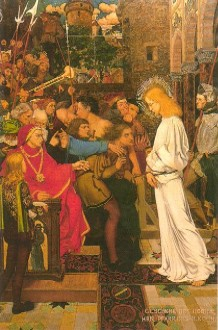
La Ire station du Chemin de Croix de Dudelange, 1901
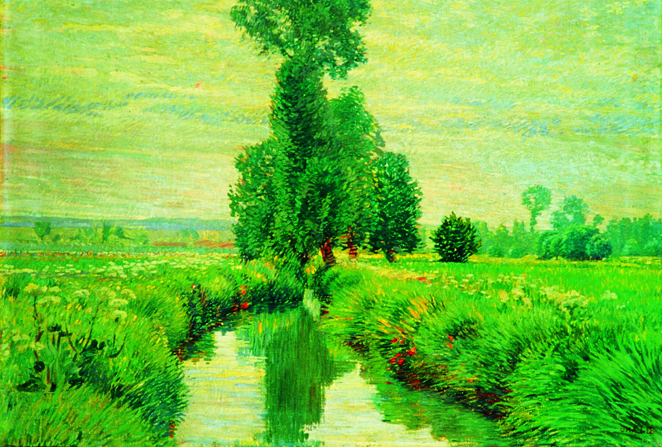
Aux bords de l'Alzette, 1915
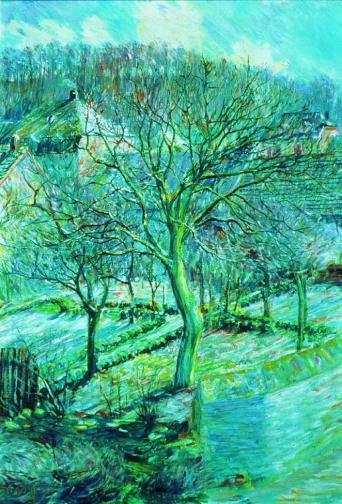
Noyer au soleil de printemps, 1915